# Пашага Манџић
Пашага Манџић – Мурат (Тузла, 6. мај 1907 — Сарајево, 27. јун 1975) био је учесник Народноослободилачке борбе, друштвено-политички радник СФР Југославије, СР Босне и Херцеговине и народни херој Југославије.

## Биографија
Рођен је 6. маја 1907. године у Тузли, у радничкој породици. Столарски занат изучио је у Тузли. Од 1924. године, активно је учествовао у радничком покрету. Године 1929, постао је члан Комунистичке партије Југославије, а већ 1932. био је изабран за секретара Месног комитета КПЈ у Тузли. Истовремено је радио и у техници и редакцији илегалног листа „Фабрика и њива“, који је на иницијативу тузланског Окружног комитета покренут 1932. године. Био је ухапшен због комунистичког рада 21. децембра 1932. и затим на основу Закона о заштити јавне безбедности и поретка у држави осуђен у Београду на четири године робије. Казну је служио у робијашници у Сремској Митровици.
Након изласка из затвора 1936. године, био је члан Међуструковног одбора синдиката. Поред тога, радио је и на обнављању организација КПЈ и СКОЈ-а. На Четвртој конференцији Покрајинског комитета КПЈ за БиХ, одржаној 1938. године у Мостару, био је изабран за члана Покрајинског комитета. Од тада је био секретар Обласног комитета КПЈ за тузланску област. На Петој земаљској конференцији КПЈ, одржаној од 19. до 23. октобра 1940. године у Загребу, био је један од чланова делегације из Босне и Херцеговине. Био је и учесник Обласне конференције КПЈ за БиХ, одржане у марту 1941. године у Бистарачкој школи, на којој су прихваћене директиве Централног комитета КПЈ.
Након окупације Југославије 1941. године, Манџић је, као руководилац војног руководства и члан Обласног штаба за тузланску област, радио на припремама за оружани устанак. У току рата, био је политички комесар Озренског партизанског одреда, Првог босанског батаљона и Шесте источнобосанске ударне бригаде, члан бироа Покрајинског комитета КПЈ за источну Босну, члан Главног штаба НОП одреда Босне и Херцеговине, већник ЗАВНО Босне и Херцеговине од оснивања и члан његовог председништва и већник на Другом заседању АВНОЈ-а.
Након ослобођења Југославије, био је министар трговине и снабдевања у првој влади НР Босне и Херцеговине, потпредседник Привредног савета Савезне владе, председник Народног одбора среза у Тузли и поновно члан владе НР БиХ и остало.
Од 1945. биран је за народног посланика Савезне и Републичке скупштине.
Био је члан Извршног комитета Централног комитета СК Босне и Херцеговине, члан Централног комитета КПЈ, члан Савета федерације СФРЈ, члан Савезног одбора ССРН Југославије, председник СУБНОР-а Босне и Херцеговине и др.
Умро је 27. јуна 1975. године у Сарајеву.
Носилац је Партизанске споменице 1941, Ордена народног ослобођења, Ордена заслуга за народ са златном звездом, Ордена братства и јединства са златним венцем, Ордена за храброст и осталих југословенских одликовања. Орденом народног хероја одликован је 24. јула 1953. године.